# Perssonia sanguinea
Perssonia sanguinea är en bladmossart som beskrevs av Maurice Bizot 1969. Perssonia sanguinea ingår i släktet Perssonia och familjen Bryaceae. Inga underarter finns listade i Catalogue of Life.